# Angyal Dániel
Angyal Dániel (Budapest, 1992. március 29. –) olimpiai bronzérmes, világ-, és Európa-bajnok magyar vízilabdázó, védő.

## Pályafutása
Kilencévesen a KSI-ben kezdett ismerkedni az úszás, majd a vízilabda alapjaival. 2008-ban játszotta első felnőtt OB I/B-s bajnoki mérkőzését, majd tagja volt az ifjúsági Európa-bajnok magyar válogatottnak.
2010-ben igazolt a Vad Lajos irányította Groupama Honvédhoz. Lejátszotta első élvonalbeli mérkőzéseit, majd novemberben Magyar Kupa-trófeát szerzett. A 2010–11-es bajnoki évadban csapatával lecsúszott a dobogóról és a 4. helyen zárt, majd a késő őszi kupadöntőt is elvesztette a Szeged Beton ellenében.
2012-ben elhagyta a pénzügyi nehézségekkel küzdő, bajnoki 4. helyezett Honvédot, és a Vasashoz igazolt. 2014 májusában az Eger játékosa lett.
2020-ban Európa-bajnok, 2021-ben olimpiai bronzérmes lett a válogatottal.
2023-ban a francia Marseille játékosa lett; ez év nyarán a nemzeti csapat tagjaként világbajnokságot nyert Fukuokában.

## Eredményei

### Klubcsapatokkal
- Magyar bajnokság
  - bajnok: 2021
  - második: 2016, 2017
  - harmadik: 2015, 2018, 2019
- Magyar Kupa
  - Győztes (1): 2010 – Groupama Honvéd
  - Ezüstérmes (1): 2011 – Groupama Honvéd
  - Győztes (1): 2015 – ZF-Eger
- LEN-Európa-kupa
  - győztes (1): 2021 – Szolnok[5]
- Francia bajnokság
  - Aranyérmes: 2024, 2025

### Válogatottal
- Világbajnokság
  - aranyérmes (2023)
- Európa-bajnokság 
  - aranyérmes (2020)
  - ezüstérmes (2022)
- Ifjúsági Európa-bajnokság 
  - aranyérmes (2008)

## Díjai, elismerései
- Szolnokért Érdemérem arany fokozata (2021)[6]
- Magyar Arany Érdemkereszt (2021)[7]

## Családja
Nős, felesége Anna. Lányuk Lilien 2021 júniusában született.